# Чемпионат мира по борьбе 1909
В 1909 году Чемпионат мира по греко-римской борьбе прошёл 3 октября в Вене (Австро-Венгрия).

## Общий медальный зачёт
| Место | Страна  | Золото | Серебро | Бронза | Всего |
| ----- | ------- | ------ | ------- | ------ | ----- |
| 1     | Австрия | 2      | 1       | 1      | 4     |
| 2     | Дания   | 0      | 1       | 0      | 1     |
| 3     | Богемия | 0      | 0       | 1      | 1     |
| Всего | Всего   | 2      | 2       | 2      | 6     |

## Медалисты

### Греко-римская борьба (мужчины)
| Категория   | Золото        | Серебро              | Бронза         |
| ----------- | ------------- | -------------------- | -------------- |
| До 75 кг    | Алоиз Тодушек | Роберт Дирри         | Андреас Мрозек |
| Свыше 75 кг | Антон Шмиц    | Ханс-Хайнрих Эгеберг | Йозеф Бехине   |